# Zatavua punctata
Zatavua punctata là một loài nhện trong họ Pholcidae. Loài này được phát hiện ở Madagascar.